# پیتر سیلت
پیتر سیلت (به انگلیسی: Peter Sillett) بازیکن فوتبال زادهٔ ۱ فوریه ۱۹۳۳ اهل انگلستان که سابقهٔ بازی در تیم ملی فوتبال انگلستان را در کارنامهٔ خود دارد. وی در تاریخ ۱۵ مه ۱۹۵۵ نخستین بازی ملی خود را در مقابل تیم ملی فوتبال فرانسه انجام داد و با حضور در ۳ بازی ملی، در تاریخ ۲۲ مه ۱۹۵۵ واپسین بازی ملی‌اش را در برابر تیم ملی فوتبال پرتغال برگزار کرد.